# Bulbostylis cylindrica
Bulbostylis cylindrica är en halvgräsart som beskrevs av Charles Baron Clarke. Bulbostylis cylindrica ingår i släktet Bulbostylis och familjen halvgräs.
Artens utbredningsområde är Angola. Inga underarter finns listade i Catalogue of Life.